# Sauropus macranthus
Sauropus macranthus är en emblikaväxtart som beskrevs av Justus Carl Hasskarl. Sauropus macranthus ingår i släktet Sauropus och familjen emblikaväxter. Inga underarter finns listade i Catalogue of Life.